# 柱面-磁头-扇区
磁柱-磁頭-磁區（英語：Cylinder-head-sector，简称为CHS）是早期对硬盘驱动器的每一个物理数据块进行编址的一种方法。就软盘驱动器而言，可对同一磁盘介质进行低级格式化而得到不同的容量。
以磁柱-磁頭-磁區寻址的硬盘， 最高容量是 512×63×256×1024=8064 MiB ，但实际上 (512 位元組/磁區)×(63 磁區/磁道)×(255 磁頭(磁道/柱面))×(1024 柱面)=8032.5 MiB，会产生所谓的8  GiB限制。